# بيثل جونسون
بيثل جونسون (بالإنجليزية: Bethel Johnson)‏ هو لاعب كرة قدم أمريكية ولاعب كرة قدم كندية أمريكي، ولد في 11 فبراير 1979 في دالاس في الولايات المتحدة.

## وصلات خارجية
- بيثل جونسون على موقع مرجع كرة القدم المحترفة.كوم (الإنجليزية)